# Salamon Mihály
Alapi báró Salamon Mihály (1767-1840) alezredes, ülnök.

## Élete
1767-ben született. Pályáját katonaként kezdte. 1794-1796 között több csatában is részt vett. 1801-ben megkapta az Osztrák Császárság legmagasabb katonai kitüntetését, a Katonai Mária Terézia-rend lovagkeresztjét. 1803-ban feleségül vette bonyhádi Kliegl Franciskát (1783-1854), ekkor telepedett le Alapon.
A napóleoni háborúk idején a Fejér vármegyei felkelő nemesség élére állt, majd alezredesként vezette őket. 1809. június 11-én Karakónál (Vas vármegye) megtámadta az ellenség balszárnyát. Szétverte a náluk nagyobb létszámú francia lovasságot, és így ezredparancsnokát, gróf Zichy Károlyt kézitusával kivágta szorongatott helyzetéből.
1816-ban I. Ferenc osztrák császártól és magyar királytól bárói címet és címert kapott. Ez időben Fejér vármegye törvényhatóságánál tevékenykedett mint ülnök. Valószínűleg ő építtette a család cecei klasszicista kúriáját.
1840-ben halt meg, családjával együtt a dunaföldvári temetőben temették el.